# Liste des ambassadeurs de Belgique au Royaume-Uni

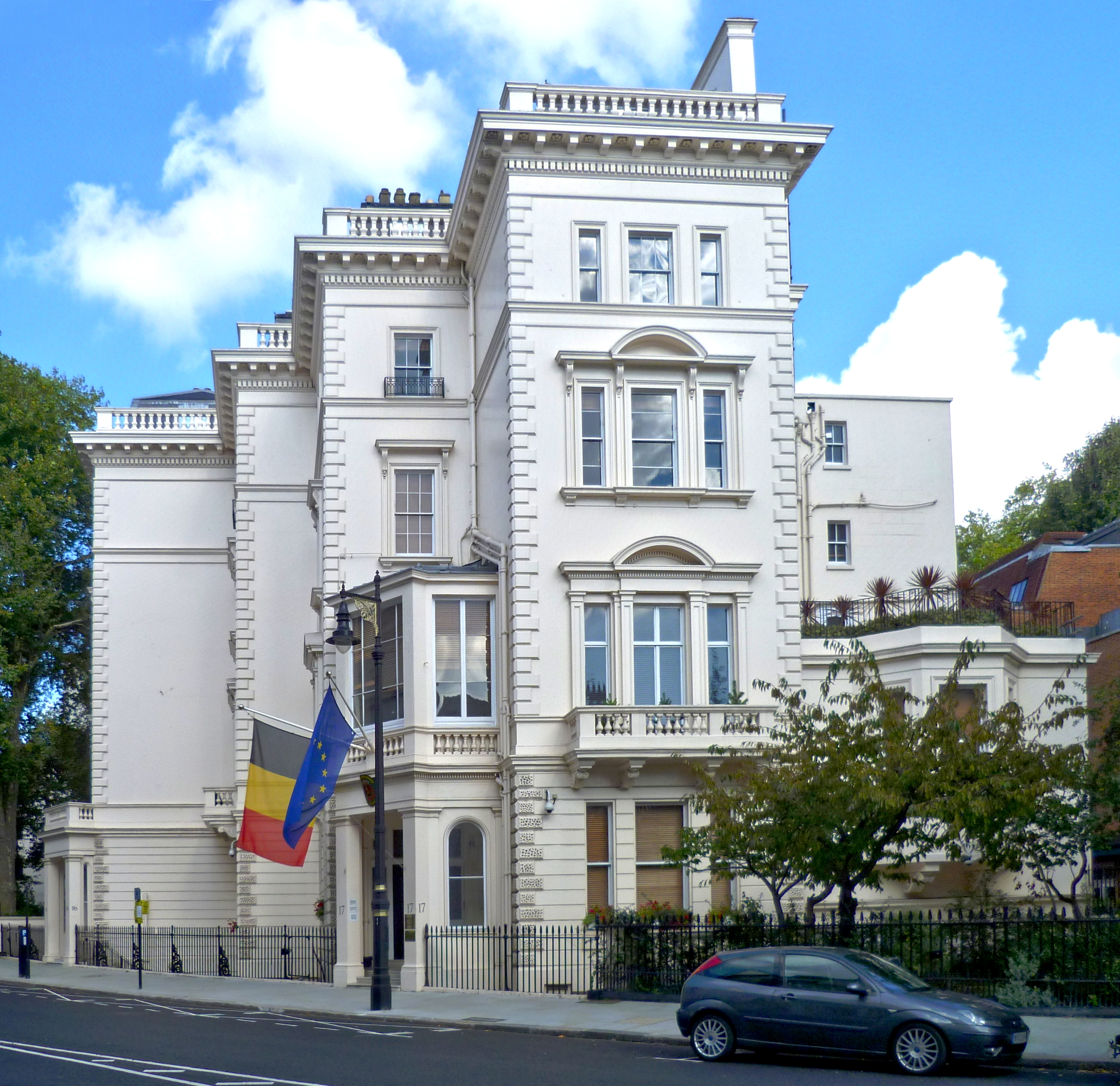
L'ambassade de Belgique à Londres.

Ceci est une liste des envoyés et ambassadeurs belges au Royaume-Uni.
Après la révolution belge et la proclamation du Royaume de Belgique le 4 octobre 1830, le Royaume-Uni est l'un des premiers États à reconnaître la souveraineté de l'État belge et à établir des relations diplomatiques. Pour l'État, dont l'intégrité territoriale est alors menacée, la Mission de Londres est devenue la représentation étrangère la plus importante. Le gouvernement britannique a soutenu la convocation des conférences de Londres de 1830 et de 1839, qui ont abouti à la reconnaissance internationale de la Belgique.

## Envoyés et ambassadeurs belges au Royaume-Uni
| Début            | Fin              | Nom                                  | Dates de vie - statut                                                                             | Souverain belge | Souverain britannique |
| ---------------- | ---------------- | ------------------------------------ | ------------------------------------------------------------------------------------------------- | --------------- | --------------------- |
| 24 juillet 1831  | 29 juillet 1845  | Sylvain Van de Weyer                 | (1802-1874) Ministre plénipotentiaire.                                                            | Léopold Ier     | Guillaume IV          |
| 30 juillet 1845  | 31 mars 1846     | Charles Drouet                       | Conseiller de légation durant la présidence de Sylvain Van de Weyer du cabinet ministériel belge. | Léopold Ier     | Victoria              |
| 1er avril 1846   | 27 juin 1867     | Sylvain Van de Weyer                 | (1802-1874) Ministre plénipotentiaire.                                                            | Léopold Ier     | Victoria              |
| septembre 1867   | 1er février 1869 | Aldephonse du Jardin                 | (1796-1870) Ministre plénipotentiaire.                                                            | Léopold Ier     | Victoria              |
| juillet 1869     | 11 octobre 1872  | Napoléon-Alcindor de Beaulieu        | (1805-1872) Ministre plénipotentiaire, nommé en 1868, accrédité en 1869 et mort en fonctions.     | Léopold II      | Victoria              |
| 18 octobre 1872  | 2 janvier 1894   | Ignace-Henri de Solvyns              | (1817-1894) Ministre plénipotentiaire.                                                            | Léopold II      | Victoria              |
| 4 septembre 1894 | 27 mars 1903     | Edouard Whettnall                    | (1839-1903) Ministre plénipotentiaire, mort en fonctions.                                         | Léopold II      | Victoria              |
| 20 juin 1903     | 27 février 1915  | Charles VI de Lalaing                | (1856-1919) Ministre plénipotentiaire.                                                            | Léopold II      | Édouard VII           |
| 28 février 1915  | 11 octobre 1917  | Paul Hymans                          | (1865-1941) Ministre plénipotentiaire.                                                            | Albert Ier      | George V              |
| 31 octobre 1917  | 3 juillet 1927   | Ludovic Moncheur                     | (1857-1940) Ministre plénipotentiaire.                                                            | Albert Ier      | George V              |
| 10 juin 1927     | 10 mai 1946      | Emile de Cartier de Marchienne       | (1871-1946) Ministre plénipotentiaire, mort en fonctions.                                         | Albert Ier      | George V              |
| 19 juin 1946     | 1952             | Alain Obert de Thieusies             | (1888–1979) Ministre plénipotentiaire.                                                            | Leopold III     | George VI             |
| 20 mai 1953      | 1958             | Alain du Parc de Locmaria            | (1892-1973) Ambassadeur.                                                                          | Baudouin        | Élisabeth II          |
| février 1958     | 1961             | René van Meerbeke                    | (1896-1971) Ambassadeur                                                                           | Baudouin        | Élisabeth II          |
| 1962             | 1965             | Jacques de Thier                     | (1900–1993) Ambassadeur.                                                                          | Baudouin        | Élisabeth II          |
| 1965             | 1972             | Jean van den Bosch                   | (1910–1985) Ambassadeur.                                                                          | Baudouin        | Élisabeth II          |
| 1973             | 1976             | Robert Rothschild                    | (1911–1998) Ambassadeur.                                                                          | Baudouin        | Élisabeth II          |
| 17 février 1977  | 1984             | Robert Vaes                          | (1919–2000) Ambassadeur.                                                                          | Baudouin        | Élisabeth II          |
| 24 février 1984  | 1990             | Jean-Paul Van Bellinghen             | (1925-1993) Ambassadeur.                                                                          | Baudouin        | Élisabeth II          |
| décembre 1990    | 1994             | Herman Dehennin                      | (1929-2008) Ambassadeur.                                                                          | Baudouin        | Élisabeth II          |
| 15 août 1994     | 31 décembre 1996 | Prosper Thuysbaert                   | (* 1947) Ambassadeur.                                                                             | Albert II       | Élisabeth II          |
| 1997             | 2002             | Lode Willems                         | (* 1948) Ambassadeur.                                                                             | Albert II       | Élisabeth II          |
| 2002             | 2006             | Thierry de Gruben                    | (* 1941) Ambassadeur.                                                                             | Albert II       | Élisabeth II          |
| 2006             | 2010             | Jean-Michel Veranneman de Watervliet | (* 1947) Ambassadeur.                                                                             | Albert II       | Élisabeth II          |
| 2010             | 14 novembre 2013 | Johan Verbeke                        | (* 1951) Ambassadeur                                                                              | Albert II       | Élisabeth II          |
| 22 novembre 2013 | 2017             | Guy Trouveroy                        | (* 1952) Ambassadeur                                                                              | Philippe        | Élisabeth II          |
| juillet 2017     | 12 janvier 2020  | Rudolf Huygelen                      | (* 1961) Ambassadeur                                                                              | Philippe        | Élisabeth II          |
| 18 mai 2020      | en cours         | Bruno van der Pluijm                 | (* 1960) Ambassadeur                                                                              | Philippe        | Élisabeth II          |